# Libelloides ictericus
Ascalaphe loriot
Espèce
Libelloides ictericus, l’Ascalaphe loriot, est une espèce d'Insectes névroptères de la famille des Ascalaphidae.

## Répartition française
La sous-espèce nominale est présente dans les départements méditerranéens, ainsi que dans le Vaucluse et les Alpes-de-Haute-Provence. Tandis qu'en Corse vole la sous-espèce corscicus, endémique corso-sarde.

## Description
Les nervures sont jaunes à la base des ailes, et blanches dans la moitié apicale. L'aile postérieure présente une tache sombre mal définie.
Libelloides ictericus mesure 35 à 45 mm.

## Écologie
On retrouve cette espèce dans les habitats secs et ensoleillés de mai à juillet. Comme les autres ascalaphes, l'espèce est prédatrice de petits insectes volants.

## Liste des sous-espèces
Selon GBIF (20 avril 2024) :
- Libelloides ictericus corsicus (Rambur, 1842)
- Libelloides ictericus cyrenaicus H.Aspöck et al., 1976
- Libelloides ictericus ictericus (Charpentier, 1825)

## Classification
Le nom valide complet (avec auteur) de ce taxon est Libelloides ictericus (Charpentier, 1825).
L'espèce a été initialement classée dans le genre Ascalaphus sous le protonyme Ascalaphus ictericus Charpentier, 1825,.
Ce taxon porte en français le nom vernaculaire ou normalisé suivant : Ascalaphe loriot.
Libelloides ictericus a pour synonymes :
- Ascalaphus ictericus var. atlanticus Navás, 1913
- Ascalaphus ictericus Charpentier, 1825

## Publication originale
- (la) Toussaint de Charpentier, Horae entomologicae, adjectis tabulis novem coloratis, Wrocław, A. Gosohorsky, 1825, 150 p. (OCLC 10644877, DOI 10.5962/BHL.TITLE.5530).